# 名張市立北中学校
名張市立北中学校（なばりしりつ きたちゅうがっこう）は、三重県名張市にある公立中学校で、全学年の数学で少人数授業をしている。
校訓は、「自主」「協調」「創造」。教育目標は「人間性豊かで、たくましく生きる生徒の育成」である。

## 所在地
- 〒518-0615　三重県名張市美旗中村2380番地

## 沿革
- 1981年 - 名張市立北中学校開校・生徒会発足・PTA発足
- 1982年 - 校歌制定
- 1984年 - 校舎増築
- 1986年 - プレハブ教室増築
- 1989年 - 2階建プレハブ教室増築
- 1990年 - 格技場竣工
- 1992年 - 障害児学級（つばさ学級）設置
- 2010年 - 陸上競技部が全国駅伝大会に初出場
- 2020年4月 - 桔梗が丘東小学校区 および 桔梗が丘南小学校区を校区から分離（桔梗が丘中学校の校区に編入[1]）。

## クラブ活動

### 運動部
運動場は広く、運動部の活動に有効に使われている。
- バスケットボール部
- バレーボール部
- 野球部
- サッカー部
- ハンドボール部
- 卓球部
- 剣道部
- ソフトテニス部
- 陸上競技部
- 柔道部

### 文化部
- ウインドアンサンブル部
- 美術部
- 科学部
- 家庭部
- 茶道部

## 学区
- 新田、美旗中村、上小波田、下小波田、西原町、東田原、南古山、美旗町中1番 - 中3番、美旗町南西原、美旗町藤が丘（美旗小学校区）
- 薦生、八幡、西田原、鵜山、家野、葛尾、さつき台（薦原小学校区）
- すずらん台東1 - 5番町、すずらん台西1 - 4番町（すずらん台小学校区）
  - 飛び地になっている（周囲の滝之原は名張中学校区）
  - 学校まで遠く危険なため、バス通学することになっている。そのために三重交通は登下校に合わせ、特に数本、03系統としてすずらん台・北中学校間の路線バスを運行している

## 交通
- すずらん台より三重交通バス03系統名張北中学校行きで、終点北中学校下車すぐ。
- 三重交通バス01、02系統桔梗が丘循環線、 04系統すずらん台線「三番町」下車徒歩数分。
- 近鉄大阪線桔梗が丘駅より徒歩約20分

## 著名な卒業生
- 伊藤たかみ（芥川賞作家）
- 桂三弥（落語家）
- 平井堅（J-POP歌手）
- みちよ（歌手、シンガーソングライター）
- 佐藤健太郎（サッカー選手）
- 千代の国（力士）